# Редукенень (комуна)
Редукенень, Редукенені (рум. Răducăneni) — комуна у повіті Ясси в Румунії. До складу комуни входять такі села (дані про населення за 2002 рік):
- Ісаїя (352 особи)
- Бохотін (1392 особи)
- Редукенень (5325 осіб)
- Рошу (609 осіб)

Комуна розташована на відстані 314 км на північний схід від Бухареста, 34 км на південний схід від Ясс.

## Населення
За даними перепису населення 2002 року у комуні проживали 7678 осіб.
Національний склад населення комуни:
| Національність | Кількість осіб | Відсоток |
| -------------- | -------------- | -------- |
| румуни         | 7422           | 96,7%    |
| цигани         | 248            | 3,2%     |
| угорці         | 1              | < 0,1%   |
| німці          | 1              | < 0,1%   |
| поляки         | 1              | < 0,1%   |
| італійці       | 1              | < 0,1%   |

Рідною мовою назвали:
| Мова       | Кількість осіб | Відсоток |
| ---------- | -------------- | -------- |
| румунська  | 7606           | 99,1%    |
| циганська  | 68             | 0,9%     |
| угорська   | 1              | < 0,1%   |
| німецька   | 1              | < 0,1%   |
| польська   | 1              | < 0,1%   |
| італійська | 1              | < 0,1%   |

Склад населення комуни за віросповіданням:
| Релігія       | Кількість осіб | Відсоток |
| ------------- | -------------- | -------- |
| православні   | 5243           | 68,3%    |
| римо-католики | 2427           | 31,6%    |
| п'ятдесятники | 5              | 0,1%     |
| реформати     | 2              | < 0,1%   |
| адвентисти    | 1              | < 0,1%   |